# Пакистан на літніх Олімпійських іграх 2020
Пакистан на літніх Олімпійських іграх 2020 представляли десять спортсменів у шести видах спорту.

## Спортсмени
| Вид спорту     | Чоловіки | Жінки | Загалом |
| -------------- | -------- | ----- | ------- |
| Легка атлетика | 1        | 1     | 2       |
| Бадмінтон      | 0        | 1     | 1       |
| Дзюдо          | 1        | 0     | 1       |
| Стрільба       | 3        | 0     | 3       |
| Плавання       | 1        | 1     | 2       |
| Важка атлетика | 1        | 0     | 1       |
| Загалом        | 7        | 3     | 10      |